# Clandestino (chanson de Shakira)
Pour les articles homonymes, voir Clandestino.
Singles de Shakira
Trap
(2017)
Clandestino est une musique de la chanteuse colombienne Shakira en collaboration avec le chanteur colombien Maluma, sortie le 8 juin 2018 pour la version audio. C'est la quatrième collaboration entre les deux artistes, après le remix de La bicicleta, Chantaje et Trap.
Shakira et Maluma ont travaillé ensemble sur la musique en avril 2018 à Barcelone (Espagne) et ont posé pour le magazine Billboard.

## Clip vidéo
Le vidéo clip est tourné le 26 et le 27 juin 2018 sur une plage très proche de Barcelone et a été diffusé sur YouTube le 27 juillet 2018. La vidéo a totalisé 5 millions de vues en 24 heures, près de 32 millions de vues en une semaine et près de 100 millions en un mois.

## Performance commerciale
Aux États-Unis, Clandestino débuta au 17e rang sur le Hot Latins Songs, avec des ventes en première semaine de 5 000 unités.

## Classement
| Classement (2018)                      | Meilleure position |
| -------------------------------------- | ------------------ |
| Argentine (Monitor Latino)             | 4                  |
| Belgique (Ultratop Flanders)           | 16                 |
| Belgique (Ultratop Flanders)           | 14                 |
| Bolivie (Monitor Latino)               | 1                  |
| Brésil (ABPD)                          | 79                 |
| Colombie (Rapport national)            | 1                  |
| Costa Rica (Monitor Latino)            | 1                  |
| Croatie Airplay (HRT)                  | 28                 |
| Espagne (PROMUSICAE)[réf. à confirmer] | 13                 |
| États-Unis (Latin Airplay)             | 1                  |
| États-Unis (Latin Pop Songs)           | 1                  |
| États-Unis (Hot Latins Songs)          | 7                  |
| États-Unis (Bubbling Under Hot 100)    | 15                 |
| Équateur (rapport national)            | 7                  |
| France (SNEP)                          | 79                 |
| Guatemala (Monitor Latino)             | 5                  |
| Hongrie (Singles Top 40)               | 11                 |
| Italie (FIMI)                          | 76                 |
| Mexique Airplay (Billboard)            | 1                  |
| Mexique Spanish Airplay (Billboard)    | 1                  |
| Mexique (Monitor Latino)               | 1                  |
| Panama (Monitor Latino)                | 1                  |
| Paraguay (Monitor Latino)              | 1                  |
| Pologne (Dance Top 50)                 | 14                 |
| Porto Rico (Monitor Latino)            | 1                  |
| Portugal (AFP)                         | 40                 |
| Slovaquie (tOP 100 Singles)            | 80                 |
| Suisse ( Schweizer Hitparade)          | 32                 |
| Uruguay (Monitor Latin)                | 1                  |
| Venezuela (rapport national)           | 29                 |

## Certifications
| Pays ou Région | Certification | Unités vendu   |
| -------------- | ------------- | -------------- |
| Argentine      | Or            | 20 000         |
| Brésil         | Platine       | 40 000         |
| Chili          | Platine       | 15 000         |
| Colombie       | Or            | 20 000         |
| Espagne        | 2 × Platine   | 80 000         |
| États-Unis     | -             | 250 000        |
| Mexique        | 3 × Platine   | 180 000        |
| Monde          |               | 700 000 (est.) |